# Robert McKee
Robert McKee (Detroit, Míchigan; 30 de enero de 1941) es un autor y conferencista estadounidense que imparte cursos de escritura de guiones cinematográficos. El seminario denominado El guion (Story Seminar, en inglés) goza de cierto reconocimiento entre los aspirantes a guionistas.
McKee es mayormente conocido por ser el autor del libro El guion: sustancia, estructura, estilo y principios de la escritura de guiones, publicado en España por la editorial Alba en 2009. La versión original en inglés se titula Story: Substance, Structure, Style and Principles of Screenwriting (1997). El libro trata sobre la estructura narrativa de la escritura de guiones cinematográficos y llega a conclusiones acerca de lo que hace que una historia termine siendo una película más o menos interesante. Según McKee, las teorías que expone pueden aplicarse en el análisis o creación de cualquier otro género narrativo.

## Ideas
McKee es conocido por su oposición a la idea establecida de que el director de cine es el autor de la película. Por el contrario, McKee entiende que el escritor o guionista es de hecho el creador más importante de una película. El director, al igual que los actores, son artistas que interpretan. Los actores interpretan un personaje y el director interpreta un guion. Sin embargo el guionista, al igual que el compositor musical, es un artista creativo que comienza con una página en blanco y acaba con una obra. Para demostrar su punto de vista, McKee suele poner el siguiente ejemplo: que un guionista vaya al director con 120 páginas en blanco (un guion promedio para una película de dos horas) y le diga: «¡Dirige esto!».
McKee reivindica la película Casablanca (1942) como la mejor película de la historia del cine en oposición a Ciudadano Kane (1941), de Orson Welles, que aparece como mejor película de todos los tiempos en varias encuestas realizadas a críticos cinematográficos [2]. McKee también hace apología de Ingmar Bergman como mejor guionista de la historia del cine.

## Críticas
Guionistas como John August (Big Fish, Charlie y la fábrica de chocolate) le enrostra el que su nombre no figure en ningún film de Hollywood. A pesar de que la obra de McKee pueda parecer una forma nueva de entender la narrativa, muchas de las ideas que discute están presentes ya en los escritos de Aristóteles y en las obras de otros autores teóricos de la narrativa, como John Howard Lawson.
A McKee se le critica y aparece en varias obras, por ejemplo, en Missionnaire, del autor francés Joann Sfar, y en la película de Charlie Kaufman y Spike Jonze Adaptation, el ladrón de orquídeas, de 2002. En dicha película McKee hizo cambios sustanciales en el guion y escogió al actor escocés Brian Cox para interpretarlo a él[cita requerida].